# Egenvård

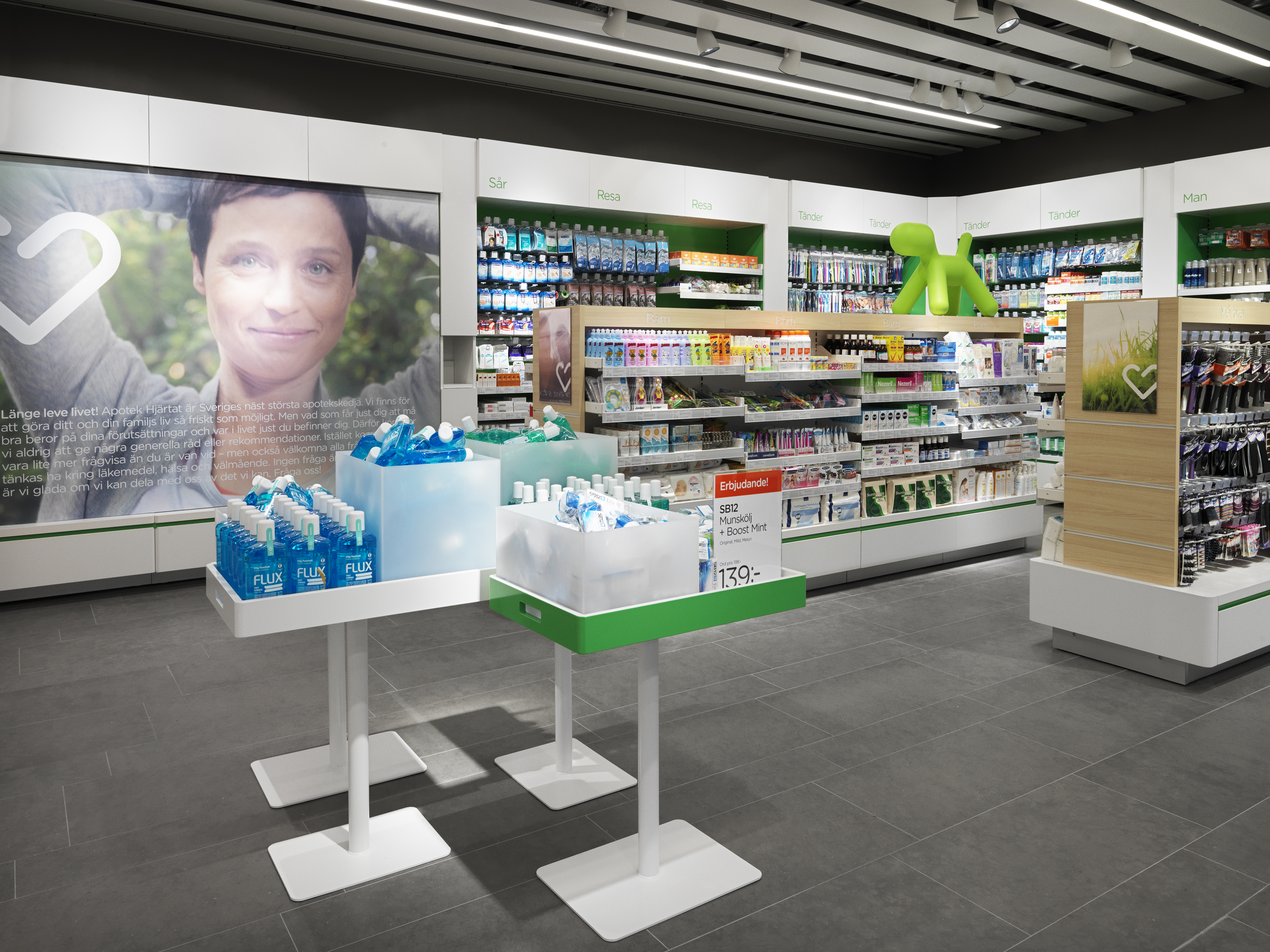
Egenvårdsprodukter på ett apotek.

Egenvård är de åtgärder som den enskilde själv kan vidta vid enkla och vanliga sjukdomar och skador, det vill säga insatser som en individ kan vidta för att behandla sig själv, såsom att nyttja receptfria läkemedel, till skillnad från det som utförs av hälso- och sjukvården. Egenvård kan utföras helt individuellt eller med stöd av hälso- och sjukvården eller andra som t.ex. närstående.
Begreppet egenvård används ibland för att åsyfta friskvård, som dock är ett samlingsbenämning på sådana åtgärder som stimulerar individen till egna aktiva insatser i hälsobefrämjande syfte.
Sedan början av 1980-talet har landstingen och apoteken i Sverige satsat på att utöka egenvården i landet för att avlasta sjukvården. Det har gjorts bland annat genom att sprida ut egenvårdshäften till befolkningen, som innehåller egenvårdsråd. Många tidigare receptbelagda läkemedel har också genom åren blivit receptfria, vilket har utökat egenvården (och likaledes har vissa tidigare receptbelagda läkemedel kunnat göras receptfria i de fall läkemedlen i fråga ansetts lämpade för egenvård). 
Även specialistvård kan utföras av patienten själv utanför sjukhuset, så kallad specialiserad egenvård. Patienten är i kontakt med sin klinik som skriver ut läkemedel, tillhandahåller utrustning och kontrollerar vårdens kvalitet. Begreppet specialiserad egenvård åsyftar främst de patienter med kroniska eller långvariga sjukdomar och som behandlar sig själva i hemmet, på resa eller på arbetsplatsen. Det kan röra sig om patienter som behandlas för blödarsjuka, vissa cancerformer eller som är i behov av dialys.
Specialiserad egenvård innebär oftast att patienten utför behandlingen själv eller med visst stöd av närstående. I vissa fall behöver patienten hjälp med sin behandling från hälso- och sjukvården. Specialiserad egenvård faller in under Socialstyrelsens föreskrifter om bedömning av egenvård.
Egenmätning och egenmonitorering av symptom, medicinering, och hälsovärden ingår ofta i egenvård. Smartklockor och mobilappar används ofta till att samla data såsom steg, hjärtfrekvens, sömn och/eller för att hålla koll på, sammanställa, och hitta mönster i hälsovärden. Egenvård har länge utförs bland personer med kroniska sjukdomar såsom diabetes, där patienter har uppmuntrats att mäta och följa värden såsom glukos, kost, och aktivitet.